# Thuidium pseudotamarisci
Thuidium pseudotamarisci là một loài rêu trong họ Thuidiaceae. Loài này được Limpr. mô tả khoa học đầu tiên năm 1895.